# Tour du Béarn
Le Tour du Béarn est une course cycliste par étapes française qui se déroule dans le Béarn, région naturelle des Pyrénées-Atlantiques. Elle est organisée par l'Union cycliste artisienne.
Durant son existence, cette compétition est disputée sur un parcours montagneux qui comprend notamment les cols de l'Aubisque, du Soulor ou de Marie-Blanque. En 2005 et 2008, elle figure au programme du Challenge national espoirs (moins de 23 ans).

## Palmarès
| Année | Vainqueur               | Deuxième              | Troisième           |        |
| ----- | ----------------------- | --------------------- | ------------------- | ------ |
| 1964  | Bernard Labourdette     | Jean-Paul Vignaut     | Bernard Daguerre    |        |
| 1965  | Alain Perriat           | Michel Lescure        | Francis Duteil      |        |
| 1966  | Jean-Claude Daunat      | Claude Perrotin       | Daniel Barjolin     |        |
| 1967  | Luis Ocaña              | Claude Mazeaud        | Bernard Dupuch      |        |
| 1968  | Pierre Martelozzo       | Pierre Matignon       | Bernard Lalanne     |        |
| 1969  | Claude Mazeaud          | Claude Orus           | Daniel Barjolin     |        |
| 1970  | Daniel Barjolin         | Bernard Lalanne       | Jacques Esclassan   |        |
| 1971  | Jean Thomazeau          | Michel Pitard         | Maurice Laforest    |        |
| 1972  | Daniel Salles           | Jean Thomazeau        | Michel Pitard       |        |
| 1973  | Didier Godet            | Mustapha Nejjari (de) | Serge Dubois        |        |
| 1974  | Hubert Arbès            | Jacques Bossis        | Michel Pitard       |        |
| 1975  | Gérard Simonnot         | Patrick Friou         | Michel Pitard       |        |
| 1976  | Gilbert Duclos-Lassalle | Christian Poirier     | Bernard Pineau      |        |
| 1977  | Pascal Simon            | Jean-René Bernaudeau  | Jean-Marie Michel   |        |
| 1978  | Pascal Simon            | Yves Vitalis          | Didier Landreau     |        |
| 1979  | Dominique Arnaud        | Bernard Pineau        | Dominique Landreau  |        |
| 1980  | Patrick Gagnier         | Francis Garmendia     | Patrick Villemiane  |        |
| 1981  | Didier Paponneau        | Manuel Carvalho       | Bernard Pineau      |        |
| 1982  | Bernard Pineau          | Patrick Sarniguet     | William Bonnet      |        |
| 1983  | Sylvain Oskwarek        | Bernard Pineau        | Manuel Carvalho     |        |
| 1984  | Philippe Chaumontet     | Frédéric Guédon       |                     |        |
| 1985  | Jean-Louis Peillon      | Franck Pineau         | Alain Dithurbide    |        |
| 1986  | Fabrice Philipot        | Frédéric Guédon       | Alain Dithurbide    |        |
| 1987  | Jean-Paul Garde         | Fabrice Philipot      | Jean-Luc Jonrond    |        |
| 1988  | Armand de Las Cuevas    | Jean-Luc Jonrond      | Philippe Piquemal   |        |
| 1989  | Jean-Luc Jonrond        | Thierry Dupuy         | Patrick Bérard      |        |
| 1990  | Richard Ferappy         | Jean-Philippe Dojwa   | Patrick Vallet      |        |
| 1991  | Pascal Andorra          | Didier Rous           | Dominique Bérard    |        |
| 1992  | Bruno Thibout           | Miika Hietanen        | Francisque Teyssier |        |
| 1993  | Pascal Berger           | David Orcel           | Pierrick Gillereau  |        |
| 1994  | Francis Bareille        | Stéphane Pétilleau    | Philippe Bordenave  |        |
| 1995  | Philippe Bordenave      | Pierrick Gillereau    | Thierry Ferrer      |        |
| 1996  | Vincent Cali            | Denis Leproux         | Thierry Elissalde   |        |
| 1997  | Denis Leproux           | Andrei Kivilev        | Pascal Pofilet      |        |
| 1998  | Frédéric Delalande      | Hristo Zaikov         | Hervé Arsac         |        |
| 1999  | Martial Locatelli       | Michael Ambrosini     | Éric Drubay         |        |
| 2000  | annulé                  | annulé                | annulé              | annulé |
| 2001  | Jean Mespoulède         | Barbero               | Serge Canouet       |        |
| 2002  | Carl Naibo              | Nicolas Dulac         | Nicolas Prin        |        |
| 2003  | Jérémy Roy              | Pierre Therville      | Stéphane Belot      |        |
| 2004  | Julien Loubet           | Mathieu Perget        | Thomas Brigaud      |        |
| 2005  | Nicolas Hartmann        | Mickaël Larpe         | Maxime Bouet        |        |
| 2006  | Léo Fortin              | Thomas Terretaz       | Nicolas Prin        |        |
| 2007  | Yannick Ricordel        | Anthony Roux          | Tony Gallopin       |        |
| 2008  | Geoffrey Soupe          | Jean-Lou Paiani       | Anthony Delaplace   |        |
| 2009  | Loïc Herbreteau         | Damien Branaa         | Mickaël Queiroz     |        |